# 田実渉
田実 渉（たじつ わたる、1902年3月25日 - 1982年8月19日）は、日本の銀行家。三菱銀行頭取・国家公安委員を務めた。

## 人物
神奈川県出身。東京高等師範学校附属中学校（現・筑波大学附属中学校・高等学校）を経て、東京帝国大学経済学部卒。
三菱銀行の取締役・副頭取・頭取・会長を歴任した。
三菱グループの社長会「金曜会」でも代表幹事としてリーダーシップを発揮し、牧田與一郎(元三菱重工業会長)・藤野忠次郎(前三菱商事会長)とともに“三菱三羽ガラス”と呼ばれた。
旧財閥系グループを率いる立場でありながら、「花の輪運動」を行った土井脩司や「大地を守る会」会長の藤本敏夫とも交流があった。その他第一銀行頭取を務めた長谷川重三郎を後輩として可愛がっており、第一銀行と三菱銀行の合併話を仕掛けたのもその交友が背景にあった。

## 来歴
- 1919年に東京高等師範学校附属中学校（現・筑波大学附属中学校・高等学校）を卒業。
- 1926年東京帝国大学経済学部卒[1]。
- 1964年から1970年まで三菱銀行頭取、その後1975年まで会長を務めた[1]。この間に吹原産業事件の処理にあたっている[2]。また1969年には第一銀行との合併を発表するも、第一銀行側から猛烈な合併反対論が出たため、合併は困難として白紙撤回している。
- 1973年から1980年まで国家公安委員を務める[1]。
- 1974年から日本棋院総裁[1]。
- 1982年没。80歳[2]。

## 家族・親族
妻は楠田咸次郎の次女。義父の楠田咸次郎は保科正益の次男で楠田英世の長男・申八郎の婿養子となった。三菱財閥の創業者一族・岩崎家や三菱重工の社長を務めた牧田与一郎は義父の実家・保科家の係累である。渉の次女・孝子はテレビ東京の社長を務めた菅谷定彦に嫁いだ。

## 栄典
- 藍綬褒章(1968年)
- 勲一等瑞宝章(1974年)